# Naval Station Great Lakes

Sigill.

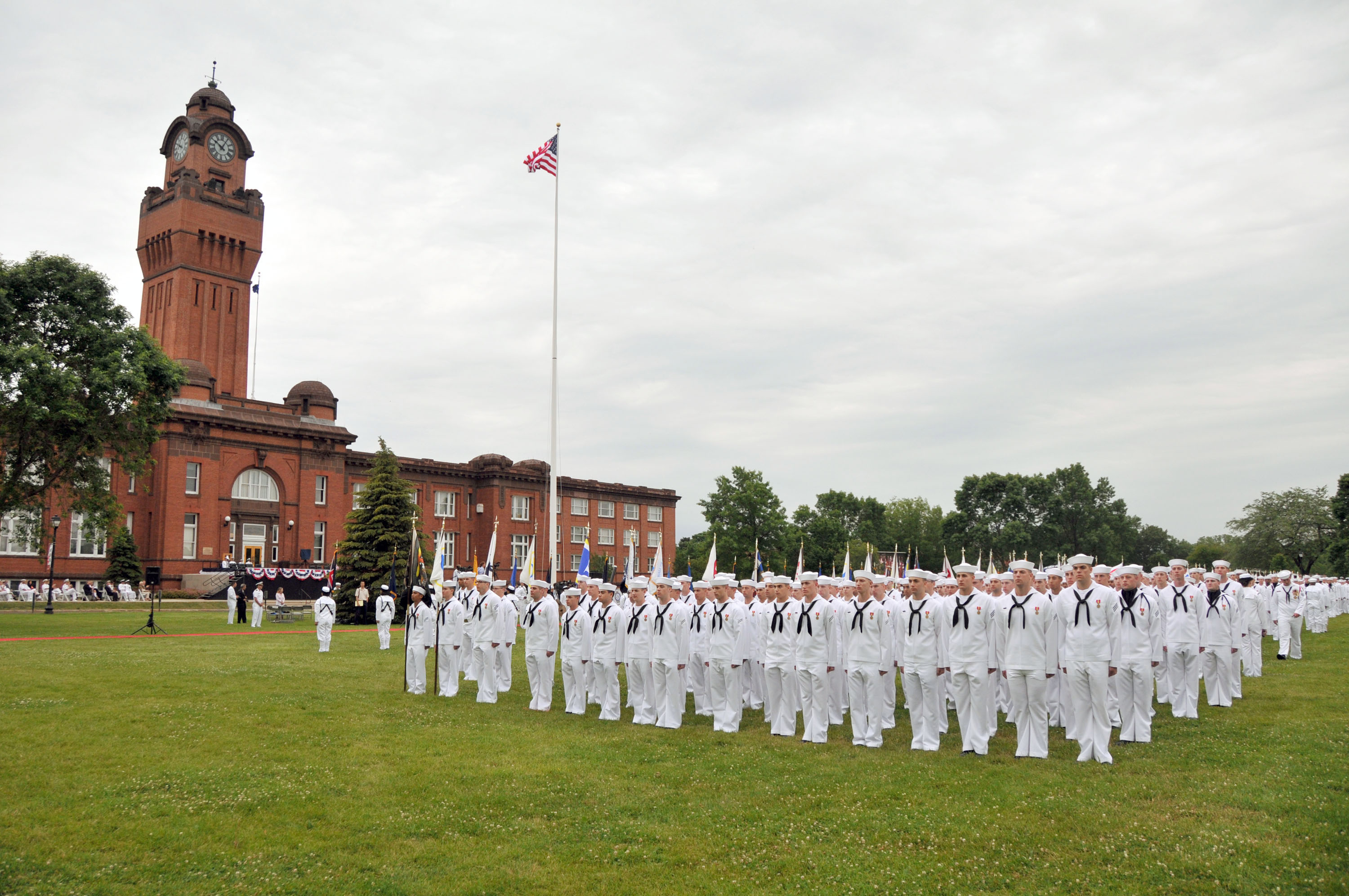
Rekryter uppställda på Ross Field framför huvudbyggnaden (Great Lakes Building 1) på anläggningens hundraårsjubileum 2011.

Naval Station Great Lakes (förkortning: NAVSTA Great Lakes) är en militär anläggning tillhörande USA:s flotta belägen i staden North Chicago i Lake County i den norra delen av delstaten Illinois i Chicagos storstadsområde vid Michigansjön och nära gränsen till Wisconsin.
På NAVSTA Great Lakes finns sedan senare hälften av 1990-talet all grundutbildningen (engelska: Basic Training) av meniga i USA:s flotta efter att den andra anläggningen i San Diego stängdes.

## Bakgrund
USA:s president Theodore Roosevelt godkände 1904 uppförandet av en anläggning på 70 hektar för flottan i vad som då var vildmark. Invigningen skedde 1911 av president William Howard Taft och den första klassen med 300 rekryter påbörjades därefter. Under första världskriget var John Philip Sousa orkesterledare för Great Lakes Naval Station Band.
Vid tiden för attacken mot Pearl Harbor i december 1941 låg 6 000 rekryter i grundutbildning på området. Ett halvår senare var antalet 68 000 och i september 1942 var de över 100 000 mannar. Över 4 miljoner meniga flottister tjänstgjorde i flottan under andra världskriget och av dessa hade en fjärdedel genomgått sin grundutbildning vid NAVSTA Great Lakes. Under kriget pågick en mindre utbildning av afroamerikanska sjömän i vad som då var en segregerad militär i USA.
Under 1979 var det storskaliga upplopp mellan flottister och civilbefolkningen med 37 gripna under två nätter och en vält polisbil. Bakgrunden var civilpersoner som brutit sig in på området och misshandlat en flottist samt att restaurang- och nöjesinrättningarna i staden utanför området skulle ha missgynnat flottister. Under den här tiden och framdeles var närområdet vida beryktat för hög brottslighet, droganvändning och prostitution.
1993 års Base Realignment and Closure Commission (BRAC) rekommenderade att all grundutbildning av flottans meniga skulle ske vid NAVSTA Great Lakes och därmed lägga ned motsvarande anläggningar i Orlando och i San Diego. Rekommendationerna beräknades leda till ytterligare 8 000 arbetstillfällen i närområdet. Rekommendationerna effektuerades under den senare hälften av 1990-talet.
Efter 11 september attackerna 2001 i skärptes säkerheten betydligt och basen skars av än mer från det omliggande närområdet.

## Verksamhet
Huvudverksamheten utgörs av Recruit Training Command, Great Lakes som sköter om all grundutbildning av meniga i flottan. Grundutbildningen är 7 veckor lång och årligen genomgår cirka 40 000 rekryter den. Därefter skickas nyblivna meniga till A-school för yrkesspecialisering. 
Vid Training Support Center Great Lakes, också beläget på NAVSTA Great Lakes, finns ungefär hälften av dessa med 16 000 elever årligen.  
Där finns även National Museum of the American Sailor som drivs av Naval History & Heritage Command.